# Gauliga Hessen-Nassau
De Gauliga Hessen-Nassau werd in 1941 opgericht toen de Gauliga Südwest-Mainhessen om oorlogsredenen opgedeeld werd in twee kleinere Gauliga’s. Het laatste seizoen 1944/45 werd niet gespeeld. Na de Tweede Wereldoorlog gingen de clubs in de nieuwe Oberliga Südwest spelen.

## Erelijst
| Seizoen | Kampioen          | Vicekampioen       |
| 1941-42 | Kickers Offenbach | Rot-Weiß Frankfurt |
| 1942-43 | Kickers Offenbach | FSV Frankfurt      |
| 1943-44 | Kickers Offenbach | FC Hanau 93        |

## Seizoenen Gauliga
| Club                           | /3 | Seizoenen (1941-1944) |
| ------------------------------ | -- | --------------------- |
| Offenbacher FC Kickers         | 3  | 1941-1944             |
| Eintracht Frankfurt            | 3  | 1941-1944             |
| FSV Frankfurt                  | 3  | 1941-1944             |
| 1. Hanauer FC 1893             | 3  | 1941-1944             |
| RTSV Rot-Weiß Frankfurt        | 3  | 1941-1944             |
| FC Union 07 Niederrad          | 3  | 1941-1944             |
| SV Darmstadt 98                | 2  | 1941-1943             |
| Reichsbahn TuSV Wormatia Worms | 2  | 1941-1943             |
| SpVgg 03 Neu-Isenburg          | 2  | 1942-1944             |
| SC Opel Rüsselsheim            | 2  | 1942-1944             |
| VfB Großauheim                 | 1  | 1941-1942             |
| BSG Dunlop Hanau               | 1  | 1941-1942             |
| SV 05 Wetzlar                  | 1  | 1941-1942             |
| TSV Hanau 1860                 | 1  | 1941-1942             |
| Kampf SG Wiesbaden             | 1  | 1941-1942             |
| VfB 1900 Offenbach             | 1  | 1943-1944             |
| VfL Rödelheim                  | 1  | 1943-1944             |

1933/34 · 1934/35 · 1935/36 · 1936/37 · 1937/38 · 1938/39 · 1939/40 · 1940/41 

Gauliga Hessen-Nassau: 1941/42 · 1942/43 · 1943/44 

Gauliga Westmark: 1941/42 · 1942/43 · 1943/44
Originele Gauliga's: Baden · Bayern · Berlin-Brandenburg · Hessen · Mitte · Mittelrhein · Niederrhein · Niedersachsen · Nordmark · Ostpreußen · Pommern · Sachsen · Schlesien · Südwest-Mainhessen · Westfalen · Württemberg

Gauliga's na 1939: Hamburg · Hessen-Nassau · Köln-Aachen · Kurhessen · Mecklenburg · Moselland · Niederschlesien · Oberschlesien · Osthannover · Schleswig-Holstein · Südhannover-Braunschweig · Weser-Ems · Westmark

Gauliga's in bezette gebieden: Böhmen und Mähren · Danzig-Westpreußen · Elsaß · Generalgouvernement · Sudetenland · Ostmark · Wartheland